# Рашко Чорбаджиев
Рашко Чорбаджиев е български революционер, деен участник в борбата за освобождението на Добруджа.

## Биография
Рашко Чорбаджиев е роден през 1888 г. в с. Малка Кайнарджа-Силистренско. Отбива военната си служба в 8 конен полк в Добрич, където завършва и подофицерска школа. Награждаван е за военната си служба. Участва във войните за национално обединение като кавалерист. След 1919 г. се заселва и до края на живота си остава във Варна. Четник и водач на бойни групи още през 1921 – 1923. Постоянно навлиза с чети в Южна Добруджа, участва в битки и прогонва румънци и жандармеристи. През 1924 г. по донос е осъден и лежи в затвора в Шумен. През 1925 г. излиза от затвора и участва в прочистването и ликвидирането на комунистическите ядра и от двете страни на границата в Добруджа. На 21 август 1925 г. Иван Хаджииванов и Слави Алексиев му издават легитимация от името на ЦК на ВДРО за четник и ръководител на бойна група в Куртбунарския район. От 1919 до 1940 г. участва в десетки акции на ВДРО в добричка област заедно със Стайко Колев и други четници в сражението край Алфатар. След 1929 г. комунистите се опитват да използват куриерите и организацията на ВДРО за връзка с Коминтерна. Става провал и Рашко Чорбаджиев попада за 1 година затвора.
За заслуги към Родината е предложен да му се отпусне народна пенсия и орден през 1943 г.
Райшо Чорбаджиев е близък роднина на Иван Георгиев – комунист, член на ЦК на БКП след 9 септември 1944 г. Той го подучва и урежда да получи привилегии и пенсия като партизански командир, а жена му димитра като ятак на комунистите.
След 1944 г. работи в „Здрава храна“ – Варна.
Умира на 8 ноември 1967 г. във Варна.
Рашко Чорбаджиев е женен за Димитра Чорбаджиева. Има две деца: син Борис и дъщеря Йорданка.
На 8 ноември 1967 г. във Варна.